# Harry Lamme
Harry Lamme (Naarden, 8 oktober 1935 – Blaricum, 12 november 2019) was een Nederlands waterpolospeler.
Harry Lamme nam als waterpoloër eenmaal deel aan de Olympische Spelen van 1960. Hij eindigde met het Nederlands team op de achtste plaats. In de competitie speelde Lamme voor HZC De Robben uit Hilversum.
Lamme overleed op 84-jarige leeftijd.
Fred van Dorp · 
Henk Hermsen · 
Ben Kniest · 
Harry Lamme · 
Bram Leenards · 
Hans Muller · 
Harro Ran · 
Harry Vriend · 
Fred van der Zwan